# Eugen Böhringer
Eugen Böhringer (Rotenberg, 22 gennaio 1922 – Stoccarda, 19 giugno 2013) è stato un pilota automobilistico tedesco, attivo dal 1954 al 1965 e vincitore del campionato europeo rally 1962 su Mercedes-Benz 220 SE.

## Palmarès
- Campionato europeo rally: 1
1962 su Mercedes-Benz 220 SE